# Kriegsverbrechen der Alliierten im Zweiten Weltkrieg
Die Kriegsverbrechen der Alliierten im Zweiten Weltkrieg waren Verletzungen des Kriegsvölkerrechts von Seiten der Alliierten im Zweiten Weltkrieg, die sich gegen die Zivilbevölkerung oder gegen Militärs der Achsenmächte richteten.

## Regierungspolitik
Die Militärs der westlichen Alliierten wurden von ihren Regierungen angewiesen, die Genfer Konventionen einzuhalten. Sie gingen davon aus, einen gerechten Krieg zu führen.

## Europa

### Großbritannien
Auf ihrem Rückzug aus Belgien vor der rasch vorrückenden Wehrmacht 1940 töteten polnische Soldaten unter britischem Kommando den belgischen Radrennfahrer Julien Vervaecke (1899–1940). Dieser hatte sich als Besitzer einer Gaststätte in Menen gegen deren Verwüstung durch die Briten gewehrt. Am 24. Mai 1940 wurde er von den Soldaten gewaltsam verschleppt und wahrscheinlich am nächsten Tag im französischen Roncq erschossen.
Wiederholt kam es zur Erschießung schiffbrüchiger deutscher Marinesoldaten durch Besatzungen britischer Kriegsschiffe.
Nach der Versenkung des deutschen Zerstörers Z 12 Erich Giese durch die britischen Zerstörer Cossack und Foxhound am 13./14. April 1940 vor Norwegen wurde auf die deutschen Schiffbrüchigen geschossen.
Nach dem Einmarsch der Wehrmacht in Griechenland versenkte am 12. Mai 1941 das britische U-Boot Rorqual (LCdr Dewhurst) den griechischen Motorsegler Osia Paraskevi (Οσία Παρασκευή), der sich auf dem Weg von Kastron (Limnos) nach Kavala befand. Den sieben griechischen Besatzungsmitgliedern wurde zuvor noch ermöglicht, ein Rettungsboot zu besteigen, während die vier deutschen Soldaten mit Waffengewalt daran gehindert wurden. Nach Versenkung des Schiffes wurden die vier schwimmenden Deutschen mit Maschinengewehren erschossen.
Am 9. Juli 1941 versenkte das britische Unterseeboot Torbay einen deutschen Motorsegler vor Kreta. Sieben deutsche Soldaten, Angehörige einer Gebirgs-Division auf Kreta, die sich in ein Schlauchboot gerettet hatten, wurden auf Befehl des U-Boot-Kommandanten LtCdr. Miers mit Maschinengewehren erschossen. Der Erste Wachoffizier und ein Seemann weigerten sich, sich an der Erschießung zu beteiligen. Dasselbe Unterseeboot versenkte mehrere weitere deutsche Motorsegler und hinderte die Besatzungen daran, von Bord zu gehen. Es kam nie zu einem Verfahren gegen LtCdr Miers.
Umstritten ist, ob es sich bei der Bombardierung auf Dresden in der Nacht vom 13. auf den 14. Februar 1945 um ein Kriegsverbrechen handelt. Als Ziel der Bomben wurde nicht zwischen militärischen und zivilen Zielen unterschieden. Infolgedessen wurden 80.000 Wohnungen zerstört und ca. 25.000 Menschen getötet.

### Kanada
Laut Samuel W. Mitcham und Friedrich von Stauffenberg töteten im Juli 1943 auf Sizilien Soldaten des Loyal Edmonton Regiment mehrere deutsche Gefangene in Leonforte.
Während der Operation Overlord kam es nach den neuen Forschungen von Antony Beevor zu mehreren Fällen der Erschießung deutscher Kriegsgefangener, v. a. Angehöriger der Waffen-SS, durch kanadische Soldaten. Diese Kriegsverbrechen stehen teils in unmittelbarem Zusammenhang mit dem an Kanadiern begangenen Massaker in der Abbaye d’Ardenne, das Kurt Meyer von der 12. SS-Panzer-Division „Hitlerjugend“ zu verantworten hatte. Später beschuldigte Meyer die kanadischen Streitkräfte der 3. Kanadischen Infanterie-Division, während der Operation Overlord in Nordfrankreich 1944 die Haager Konventionen verletzt zu haben. Er behauptete, dass schon am 7. Juni Aufzeichnungen gefunden worden seien, die angeordnet hätten, keine Gefangenen zu nehmen, sollten diese die Operationen behindern. Kurt Meyer beruft sich auch auf Beweise von Bernhard Siebkens Kriegsverbrecherprozess, in dem die kanadische Infanterie beschuldigt wurde, bei mindestens einer Gelegenheit deutsche Soldaten erschossen zu haben, die während des Angriffs kapituliert hatten.
Beevor äußert ferner, wenn auch verklausuliert, den Verdacht, dass während der Schlacht um Falaise am 8. und 9. August gefangene SS-Soldaten der Division „Hitlerjugend“ ebenfalls von Angehörigen des II. kanadischen Korps getötet worden seien.
C.P. Stacey, der offizielle kanadische Schlachthistoriker, berichtet, dass sich am 14. April 1945 das Gerücht verbreitet hatte, wonach der kommandierende Offizier der Argyll and Sutherland Highlanders of Canada von einem zivilen Scharfschützen getötet wurde. Daraufhin steckten die Highlander in einem irrtümlichen Vergeltungsschlag zivile Immobilien in Friesoythe in Brand. Stacey schrieb später, dass die Highlander zuerst die deutschen Zivilisten von den Grundstücken entfernten und dann die Häuser in Brand setzten. Er kommentierte, dass er „zum Glück sagen kann, dass [er] nie von einem anderen, ähnlichen Fall hörte“.

### Frankreich

#### Maquis
Nach den „Operation Dragoon“-Landungen in Südfrankreich und dem Zusammenbruch der deutschen Militärbesatzung im August 1944 gelang es nur wenigen Deutschen, aus Frankreich zu fliehen, weshalb sich viele den Französischen Streitkräften im Inneren stellten. Die Résistance tötete einige ihrer deutschen Kriegsgefangenen, die meisten von ihnen waren Mitglieder der Gestapo oder der SS.
Am 12. Juni 1944 ermordete die Résistance in Meynac 46 gefangene Wehrmachtssoldaten und eine französische Zivilistin, die man der Kollaboration beschuldigte, und verscharrten sie in einem nicht gekennzeichneten Massengrab. Bei einer ersten Suche nach den Opfern waren bereits in der Nähe die Leichen von elf deutschen Soldaten gefunden worden. Nach Aussagen eines ehemaligen Résistance-Kämpfers soll Marie-Pierre Koenig dem aus dem Elsass stammenden Maquis-Kommandeur Joseph Fertig (Kampfname: Hannibal) den Befehl zur Erschießung der Deutschen gegeben haben, den dieser – wenn auch widerwillig – durchführte.
Am 10. September 1944 brachten die Maquis 17 deutsche Kriegsgefangene in Saint-Julien-de-Crempse im Département Dordogne um, von denen 14 identifiziert werden konnten.
Die Morde waren Vergeltungstaten für deutsche Morde an 17 Einwohnern des Dorfes St. Julien am 3. August 1944, die ebenfalls aus Vergeltung wegen Aktivitäten der Résistance in der Umgebung von St. Julien begangen wurden, welche die damalige Heimat einer aktiven Maquis-Zelle war.

#### Marokkanische Goumiers
Französisch-marokkanische Truppen des „Corps expéditionnaire français en Italie“ (CEF), auch als Goumiers bekannt, begingen massenhaft Verbrechen in Italien – während der Schlacht um Monte Cassino – und in Deutschland. Laut europäischen Quellen wurden mehr als 12.000 Zivilisten, vor allem junge und alte Frauen sowie Kinder, von den Goumiers entführt, vergewaltigt oder getötet. Dieses Thema wurde auch im italienischen Film Und dennoch leben sie mit Sophia Loren behandelt.

#### Kriegsverbrechen in Südwestdeutschlands und Vorarlberg
Französische Truppen begingen während und nach der Besetzung der Städte und Dörfer sehr häufig Vergewaltigungen, Plünderungen und andere Übergriffe, darunter Erschießungen. Die französischen Offiziere ließen ihre Truppen meistens etliche Tage gewähren. In manchen Orten griffen sie jedoch nach einigen Tagen drastisch ein, indem sie, wenn es sich bei den Tätern um Kolonialsoldaten – marokkanische Goumiers, Algerier oder Senegalesen – handelte, sie wegen solcher Taten hinrichten ließen. Einwohner, die Anhänger des NS-Regimes waren oder gegen die Übergriffe protestierten, wurden in vielen Fällen Opfer von Tötungen oder Misshandlungen. Als die Franzosen am 4. April 1945 Karlsruhe einnahmen, nahmen sie die Ehefrau des Gauleiters Robert Wagner und seine zwölfjährige Tochter gefangen und trieben beide durch die Straßen von Straßburg. Wagners Frau soll später in ein algerisches Bordell in Paris verschleppt worden sein, wo sie sich nach mehreren Vergewaltigungen wohl selbst tötete. Auch Geiselerschießungen fanden statt, so in Reutlingen, wo der Hauptmann des Sicherheitsdienstes der französischen Armee, Max Rouché (1902–1985) – von Beruf Professor der Germanistik in Bordeaux –, am 24. April 1945 als Repressalie auf den vermuteten Attentatstod eines französischen Soldaten, der durch einen Verkehrsunfall gestorben war, vier deutsche Zivilisten als Geiseln exekutieren ließ. Unter den Städten, bei deren Einnahme Massenvergewaltigungen verübt wurden, waren Stuttgart, Pforzheim, Freudenstadt, Magstadt und viele andere.
Die württembergische Lazarettstadt Freudenstadt wurde nicht von deutschen Truppen verteidigt und war zur offenen Stadt erklärt worden. Dennoch erlitt die Stadt einen schweren französischen Bombenangriff. Französische Truppen beschossen sie am 16. und 17. April 1945 mit Spreng- und Brandgranaten; dann drangen Soldaten des 3. Marokkanischen Spahi-Regiments unter Major (später General) Christian de Castries kampflos in Freudenstadt ein. Sie und nachfolgende französische Einheiten plünderten bis zu fünf Tage. Sie legten zahlreiche Brände (darunter auch am Rathaus), verboten das Löschen und hinderten deutsche Löschwillige mit Waffengewalt daran. Es kam zu zahlreichen Vergewaltigungen durch französisch-marokkanische Besatzungssoldaten. Eine Ärztin, Renate Lutz, gab an, allein in ihrer Praxis seien über 600 vergewaltigte Frauen zur Behandlung gewesen.
Am 6. Mai 1945 marschierten französische Truppen nach Bad Reichenhall ein. Dort wurden ihnen zwölf von amerikanischen Truppen gefangene SS-Männer französischer Herkunft übergeben, die als Kriegsfreiwillige in der Division „Charlemagne“ gekämpft und sich kampflos den Amerikanern ergeben hatten. Der französische General Jacques-Philippe Leclerc ließ die Männer am 8. Mai 1945 ohne Prozess erschießen.
Am 7. Juni 1945 wurde der SS-Oberführer Oskar Dirlewanger, Kommandant der berüchtigten Sondereinheit Dirlewanger, von französischen Wachsoldaten nach seiner Gefangennahme in Altshausen zu Tode gefoltert.

### Sowjetunion

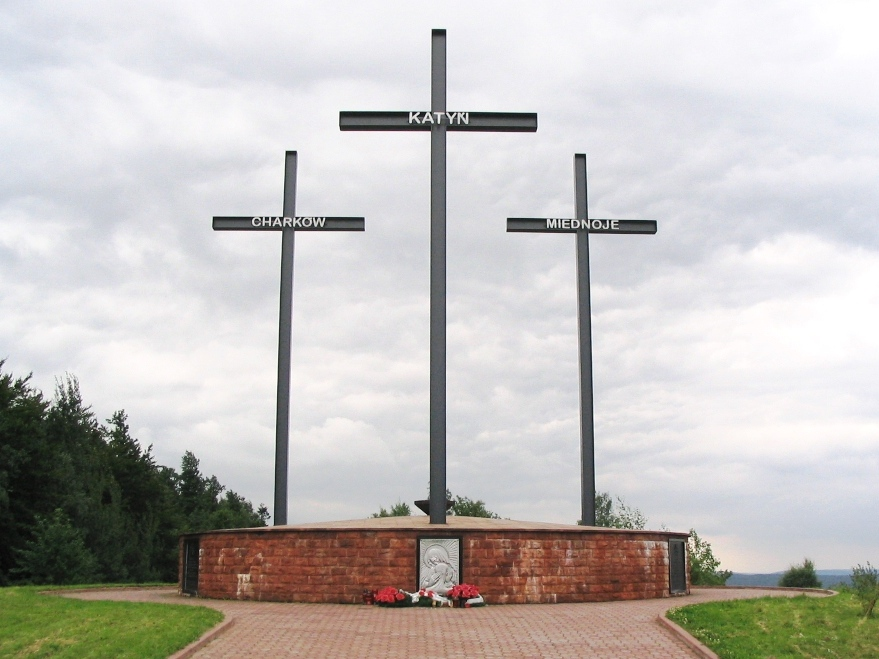
Katyn-Denkmal

Die Sowjetunion hatte die Genfer Konventionen von 1929 bezüglich der Behandlung von Kriegsgefangenen nicht unterzeichnet. Das wirft unter Historikern die Frage auf, ob die sowjetische Behandlung der Kriegsgefangenen schon ein Kriegsverbrechen darstellte. Laut Quellenangaben wurden die Kriegsgefangenen der Achsenmächte „[nicht] einmal ansatzweise der Genfer Konventionen entsprechend behandelt“ und hunderttausende fielen der Gefangenschaft zum Opfer. Trotzdem wurde diese Argumentation bei den Nürnberger Prozessen abgelehnt mit der Begründung, dass die Haager Konventionen (welche die Genfer Konventionen von 1929 nicht ersetzten, aber erweiterten und, anders als die Konventionen von 1929, von der Sowjetunion ratifiziert wurden) sowie das sonstige Kriegsvölkerrecht für alle Nationen bindend seien.
Weitere Fälle von Massenvergewaltigungen und anderen Kriegsverbrechen wurden während der Besetzung Ostpreußens und Danzigs, in Teilen von Pommern und Schlesien und während der Schlacht um Berlin verübt.
Beim Massaker von Katyn wurden im Frühjahr 1940 mehrere tausend polnische Offiziere von sowjetischen Truppen ermordet. Das Massaker war eine Aktion, die von Josef Stalin befohlen und vom NKWD durchgeführt wurde. Insgesamt etwa 24.000 Polen kamen bei diesem Massaker ums Leben, vorwiegend aus der militärischen und der intellektuellen Elite des Landes.

### Jugoslawien
In Jugoslawien kam es nach dem Sieg der jugoslawischen Volksbefreiungsarmee insbesondere in den Monaten Mai und Juni 1945 zu Massenhinrichtungen von Angehörigen der kroatischen Ustascha-Miliz, der kroatischen Domobrani, der slowenischen Domobranci, serbischer Tschetniks sowie deutscher Verbände; so z. B. beim sogenannten Massaker von Bleiburg. So wurden etwa 2000 Angehörige der 7. SS-Freiwilligen-Gebirgs-Division „Prinz Eugen“ bei Brežice erschossen. Tausende erschossene Slowenen, Kroaten und Serben liegen in Massengräbern, die erst in den Jahren seit dem Zerfall Jugoslawiens 1991 erforscht werden, darunter im Gottscheer Hornwald (Kočevski Rog), in Tezno oder im Barbara-Stollen bei Huda Jama. Angehörige der Wehrmacht starben 1945 zu Tausenden in sog. Sühnemärschen.

### Vereinigte Staaten von Amerika

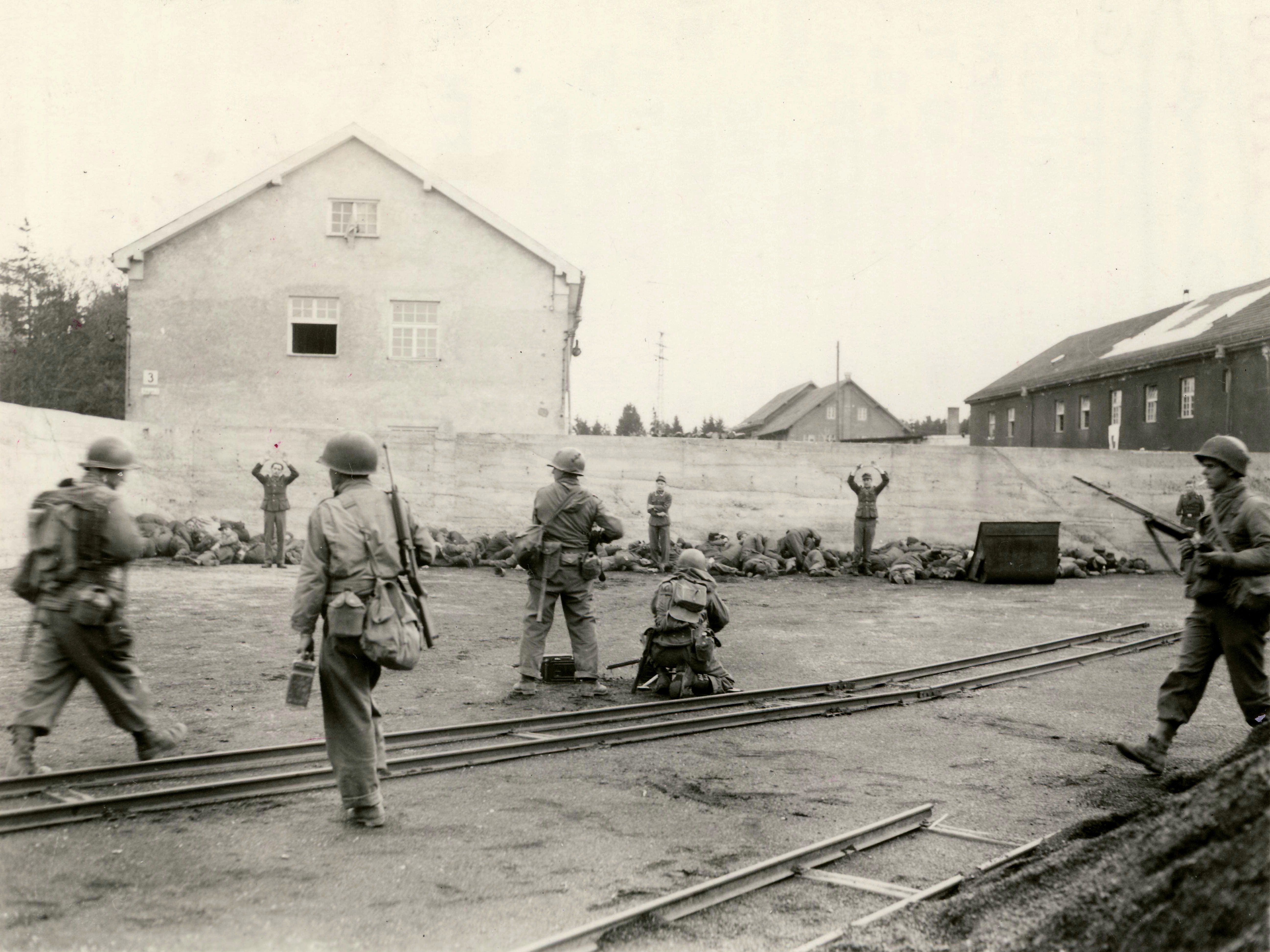
Etwa 50 SS-Männer wurden im Konzentrationslager Dachau kurz nach der Befreiung von aufgebrachten US-Soldaten erschossen.

Im Urteil der Historiker kam es zu folgenden Kriegsverbrechen der USA:
- Das Massaker von Canicattì (Juli 1943): Mindestens sechs italienische Zivilisten wurden auf Anordnung von Lieutenant Colonel McCaffrey[45] umgebracht. Die daraufhin eingeleitete geheime Ermittlung führte zu keiner Bestrafung McCaffreys. Weiterhin blieb der Vorfall lange Zeit unbekannt, bis Joseph S. Salemi von der New York University einen Artikel über das Thema publizierte.[46][47]
- Das Biscari-Massaker: Im Juli und August 1943 wurden von US-Truppen 76 unbewaffnete Kriegsgefangene (zwei Deutsche, 74 Italiener) getötet.[48][49]
- Operation Teardrop: Acht von den überlebenden, gefangengenommenen Besatzungsmitgliedern des versenkten deutschen U-Bootes U 546 wurden vom US-Militärpersonal gefoltert. Der US-Historiker Philip K. Lundeberg schrieb, dass die Züchtigung und Folter der Überlebenden der U 546 eine einmalige Gewalttat war mit dem Hintergrund, möglichst schnell Informationen über mögliche Raketenangriffe auf US-amerikanischen Boden von Seiten deutscher U-Boote zu erlangen.[50][51] Ähnliche Berichte gibt es jedoch auch über die Verhöre des Kommandanten von U 873, Friedrich Steinhoff, der sich deswegen am 20. Mai 1945 im Stadtgefängnis Charles Street Jail in Charlestown (Boston) das Leben nahm.[52]
- Operation Overlord 1944: Nach Forschungen von Antony Beevor (veröffentlicht 2010), der mehrere Augenzeugenberichte brachte, begingen US-Soldaten wie auch Kanadier und Briten eine Reihe von Kriegsverbrechen, insbesondere die Erschießung deutscher Kriegsgefangener. Teils sei dies auf die Härte der Kämpfe zurückzuführen. Unter anderem handelte es sich um Angehörige der 82. und 101. Luftlandedivision.[53]
- Ardennenoffensive: Nach dem Malmedy-Massaker wurde ein schriftlicher Befehl des Hauptquartiers des 328. Infanterie-Regimentes, datiert auf den 21. Dezember 1944, gefunden, der angab, keine SS-Truppen oder Fallschirmjäger als Gefangene zu nehmen, sondern sie bei Sichtkontakt sofort zu erschießen.[54]
- Bei einem Massaker im belgischen Chenogne (ca. 8 km von Bastogne entfernt) erschossen amerikanische Soldaten am Neujahrstag 1945 rund 60 deutsche Kriegsgefangene aus der Wehrmacht,[55] nachdem sie den Befehl erhalten hatten, keine Gefangenen zu machen.[56]
- Kämpfe im Reichsgebiet 1945: Als Major-General Raymond Hufft (U.S. Army) 1945 den Rhein überquerte, befahl er seinen Truppen, keine Gefangenen zu nehmen. Nach dem Krieg, als er über die von ihm autorisierten Kriegsverbrechen nachdachte, gab er zu: „Wenn die Deutschen gewonnen hätten, wäre ich in Nürnberg angeklagt worden anstelle von ihnen“.[57] Stephen Ambrose gab dazu an: „Ich habe weit über 1000 Veteranen befragt. Nur einer davon sagte, dass er einen Gefangenen erschoss […]. Vielleicht ein Drittel der Veteranen […] konnte sich jedoch an Vorfälle erinnern, wo sie sahen, wie andere GIs unbewaffnete deutsche Gefangene mit erhobenen Händen erschossen.“[58] Der Historiker Klaus-Dietmar Henke ermittelte durch die Auswertung diverser Quellen (Veteranen- und Verbandsschrifttum, vorliegende Publikationen, lokales Schrifttum und Aktenmaterial; letztere beiden Quellenmaterialien allerdings nur für Süddeutschland) „92 lokale Anhaltspunkte in Deutschland, wo – bei allem prinzipiellen Vorbehalt – amerikanische Kriegsverbrechen an deutschen Soldaten geschehen sein könnten.“[59] Als Beispiel, das er habe verifizieren können, verweist Henke auf die Tötung von möglicherweise 20 kriegsgefangenen SS-Soldaten in der Gemeinde Jungholzhausen (Landkreis Schwäbisch Hall) am 15./16. April 1945. Vermehrt seien solche Kriegsverbrechen dort aufgetreten, wo die Amerikaner noch Verluste in den letzten Kriegstagen hätten hinnehmen müssen – „wie zwischen Main, Neckar und Jagst“. Der US-amerikanische Historiker Justin Michael Harris, der in seiner online einsehbaren Arbeit[60] den Motiven von Gefangenentötung durch US-Soldaten in Europa 1943 bis 1945 nachgeht, hat vor allem aus der amerikanischen Veteranenliteratur eine Anzahl von Fällen eruiert, bei denen einzelne Angehörige der Wehrmacht und der Waffen-SS, aber auch ganze Gruppen nach ihrer Gefangennahme aus unterschiedlichen Gründen getötet wurden; dabei werden die Einheiten, denen die Täter angehörten, ausnahmslos genannt. Henke urteilt insgesamt zur Forschungslage: „Die [US] Army selbst ist Hinweisen und Gerüchten dazu offenbar weder 1945 noch später nachgegangen, so daß dieses düstere Kapitel wohl nie zweifelsfrei geklärt und der Aura eines zwielichtigen Lieblingsthemas apologetischer Autoren entkleidet werden kann“ (S. 926).
- Im amerikanisch besetzten Bayern kam es nach dem Einmarsch zu zahlreichen Fällen von sexueller Gewalt.[61] Die Historikerin Miriam Gebhardt verweist auf 540 Einmarschberichte der katholischen Pfarrer der Erzdiözese München-Freising. Diese Berichte belegen drastisch, dass 1945 in fast jedem Dorf Vergewaltigungen stattfanden.[62]
- Am 18. April 1945 ergab sich während der Schlacht um Nürnberg eine Kampfgruppe der Waffen-SS den Amerikanern. Die Gefangenen wurden zu einem Friedhof geführt und dort erschossen. Der Fall wurde nach Kriegsende polizeilich untersucht, der Polizeibericht spricht von acht Opfern.[63][64]
- Am 22. April 1945 wurden beim Massaker von Lippach 36 frisch eingezogene Rekruten der Waffen-SS von Soldaten der US Army ermordet. Das durchschnittliche Alter der namentlich bekannten Opfer lag bei 16 Jahren. Zeitgleich kam es zu etlichen Vergewaltigungen von Dorfbewohnerinnen. Der örtliche Pfarrer konnte einige Vergewaltigungen verhindern, indem er Frauen versteckte.
- Am 28. April 1945 ermordeten US-Truppen in Eberstetten bei Pfaffenhofen an der Ilm 15 Soldaten der Waffen-SS-Division Götz von Berlichingen.
- Am 29. April 1945 erschossen und erschlugen US-Soldaten etwa 50 deutsche Kriegsgefangene der SS im befreiten Konzentrationslager Dachau.
- Am 1. Mai 1945 wurden sechs kriegsgefangene Angehörige der Waffen-SS in Haar (bei München) erschossen. Eine Anwohnerin versuchte noch erfolglos, die Tat zu verhindern, wurde aber von den Amerikanern weggeschickt. Die Erschossenen wurden auf dem örtlichen Friedhof beerdigt.[65][66]

## Asien und Pazifikraum
„In den letzten Jahren des Krieges gegen Japan stand die Abneigung der Japaner, aufzugeben, im grausamen Einklang mit dem Desinteresse der Alliierten, Gefangene zu nehmen“, so John W. Dower, ein Sozialhistoriker des Pazifikkrieges. Dower deutet an, dass den meisten japanischen Soldaten erzählt wurde, sie würden „getötet oder gefoltert“ werden, sollten sie in die Hände der Alliierten fallen.
Deswegen kämpften bei einer sich abzeichnenden Niederlage die meisten japanischen Soldaten bis zum Tod oder begingen Selbstmord. Hinzu kam die Auffassung, dass es für einen japanischen Soldaten schändlich und schmachvoll sei, sich zu ergeben, was die Tendenz des Kampfes bis zum Tod noch verstärkte. Selbst im Japanese Field Service Code stand, dass Aufgeben nicht zulässig sei. Es gab damals auch weitverbreitete Berichte, dass japanische Gefangene alliierte Sanitäter, Feldärzte und Wachen mit versteckten Waffen töteten, nachdem sie sich ergeben hatten. Dies führte dazu, dass viele alliierte Soldaten das Nehmen von Gefangenen als zu riskant einstuften.

### China
Laut Rudolph Joseph Rummel gibt es nur wenige Informationen über die Behandlung japanischer Kriegsgefangener durch die NRA während des Zweiten Japanisch-Chinesischen Krieges (1937–1945). Dennoch wurden neben chinesischen Zivilisten und Rekruten auch japanische Zivilisten von chinesischen Soldaten misshandelt. Die chinesischen Bauern hatten „oft nicht weniger Angst vor ihren eigenen Soldaten als vor den Japanern“, so Rummel. So starben 90 % der NRA-Rekruten an Krankheiten, Unterernährung oder den Folgen von Gewalt, noch bevor sie überhaupt mit der Grundausbildung anfingen.
Folgendes sind Beispiele für von chinesischen Streitkräften verübte Kriegsverbrechen:
- 1937 kam es in Shanghai zu gewalttätigen Übergriffen, Folter und Mord von chinesischen Soldaten an japanischen Kriegsgefangenen und chinesischen Zivilisten, die der Kollaboration bezichtigt wurden. Einige dieser Szenen wurden von dem Schweizer Geschäftsmann Tom Simmen auf Bildern festgehalten.[74] (Die Fotos wurden 1996 von Simmens Sohn veröffentlicht und zeigen Soldaten der NRA bei willkürlichen Exekutionen durch Enthauptungen und Erschießungen sowie bei öffentlicher Folter.)
- Beim Tongzhou-Zwischenfall im August 1937 wechselten chinesische Soldaten, die vorher von Japan rekrutiert worden waren, die Seiten und brachten 250 Zivilisten sowie 20 japanische Militärangehörige um.[71]
- Im Mai 1943 ordneten die Nationalistischen Truppen in der Hubei-Provinz die Evakuierung und anschließende Plünderung ganzer Dörfer an. Zivilisten, die sich weigerten zu gehen oder dazu nicht mehr fähig waren, wurden getötet.[72]

### Australien
Laut Mark Johnston war „das Töten von unbewaffneten Japanern normal“. Die australischen Befehlshaber versuchten Druck auf die Truppen auszuüben, damit diese Gefangene nehmen würden, die Soldaten zeigten sich jedoch äußerst unwillig, diesen Befehl auszuführen. Laut Charles Lindbergh wurden Gefangene oft aus Flugzeugen geworfen und dann wurde behauptet, sie hätten Selbstmord begangen. Johnston zufolge war die Konsequenz aus diesem Verhalten, dass „einige japanische Soldaten zweifellos abgeschreckt waren, sich den Australiern zu ergeben“.

### Vereinigte Staaten von Amerika
Im Pazifik wurden sich ergebende japanische Soldaten oft absichtlich von den Amerikanern getötet. Richard Aldrich zufolge, der eine Studie über die von US- und australischen Soldaten geführten Tagebücher veröffentlichte, gab es manchmal sogar Massaker an Kriegsgefangenen. Dower erklärt, dass in „vielen Fällen […] Japaner, die gefangengenommen wurden, gleich auf der Stelle oder auf dem Weg in den Gefängnishof erschossen wurden.“ Laut Aldrich war es eine übliche Praxis unter US-Truppen, keine Gefangenen zu nehmen.
Diese Analyse wird von dem britischen Historiker Niall Ferguson unterstützt, der ebenfalls sagt, dass 1943 „ein vertraulicher [US-] Geheimdienstreport bemerkt, dass nur das Versprechen von Eiscreme und drei freien Tagen […] amerikanische Soldaten davon überzeugen würde, sich ergebende Japaner nicht umzubringen“.
Laut Ferguson waren solche Praktiken unter anderem der Grund für die geringe Quote von gefangen genommenen zu getöteten Soldaten (etwa 1:100) Ende 1944. Im gleichen Jahr bemühten sich hochrangige alliierte Kommandeure, die „Keine-Gefangenen“-Einstellung unter ihren Soldaten zu unterbinden, um japanische Soldaten zur Kapitulation zu bewegen. Der Hauptgrund hierfür war, dass durch die gängigen Praktiken die Gewinnung von Geheimdienstinformationen durch Gefangene eingeschränkt war. Laut Ferguson verbesserten die ergriffenen Maßnahmen der Kommandeure die Rate von gefangenen zu getöteten japanischen Soldaten bis Mitte 1945 auf 1:7. Dennoch war es bei der Schlacht um Okinawa von April bis Juni 1945 immer noch übliche Praxis unter US-Truppen, keine Gefangenen zu nehmen.
Ulrich Straus, ein US-amerikanischer Japanologe, deutet an, dass die US-Truppen an der Front einen intensiven Hass auf das japanische Militärpersonal entwickelten, weshalb sie „nicht einfach zu überzeugen“ gewesen seien, Gefangene zu nehmen oder diese zu beschützen. Dies ist vor allem auf die damals gängige Auffassung zurückzuführen, dass sich ergebendes, alliiertes Militärpersonal „keine Gnade“ von den Japanern erfahren würde. Alliierte Soldaten glaubten, dass die japanischen Soldaten dazu neigen würden, das Sich-Ergeben vorzutäuschen, um dann Überraschungsangriffe durchzuführen. Deswegen, nach Straus, „widersetzten sich leitende Offiziere der Anordnung, Gefangene zu nehmen, ausgehend davon, dass die amerikanischen Truppen einer unnötigen Gefahr ausgesetzt würden“. Als in der Schlacht um Guadalcanal trotzdem Gefangene genommen wurden, merkte der Army-Verhörer Captain Burden an, dass viele Gefangene während des Transports erschossen wurden, weil „es zu viel Ärger war, sie wegzubringen“.
Ferguson deutet an, dass „es nicht nur die Angst vor Disziplinarmaßnahmen oder eine Frage der Ehre war, was die deutschen oder japanischen Soldaten vom Sich-Ergeben abhielt. Viel wichtiger war die Ansicht der meisten Soldaten, dass die Gefangenen ohnehin vom Gegner getötet werden würden, so könne man auch einfach weiter kämpfen.“
Der amerikanische Historiker James J. Weingartner führt die äußerst geringe Anzahl von Japanern in US-amerikanischer Kriegsgefangenschaft auf zwei wichtige Faktoren zurück. Diese waren zum einen die Abneigung der Japaner, sich zu ergeben, und zum anderen eine weit verbreitete rassistische „Ansicht, dass die Japaner ‚Tiere‘ oder ‚Untermenschen‘ seien und somit eine den Kriegsgefangenen angemessene Behandlung nicht verdienten“. Der zweite Grund wird von Ferguson unterstützt, der sagt, dass „alliierte Truppen die Japaner so sahen, wie die Deutschen die Russen sahen – als Untermenschen“.

#### Die Verstümmelung japanischer Leichen
Die alliierte Praxis, japanische Körperteile zu sammeln, geschah in „einer Größenordnung, die selbst die alliierten Militärbehörden während des Konflikts besorgte und über die ausgiebig von der amerikanischen und japanischen Kriegspresse berichtet und kommentiert wurde“.
Das Sammeln von japanischen Körperteilen begann relativ früh im Krieg, woraufhin im September 1942 ein Befehl für Disziplinarmaßnahmen gegen das Sammeln solcher „Souvenirs“ gegeben wurde.
Als japanische Überreste von den Marianen zurückgesandt wurden, fehlte bei rund 60 % der Leichen der Kopf.
Der Judge Advocate General (JAG) der US-Armee erklärte in einem Memorandum vom 13. Juni 1944, dass „solche grausamen und brutalen Methoden“, abgesehen von ihrer Widerwärtigkeit, Verletzungen des Kriegsrechts darstellten. Er empfahl die Verbreitung einer Direktive an alle Kommandanten, die betonen sollte, dass „die Misshandlung von gegnerischen Kriegstoten eine eklatante Verletzung der Genfer Konventionen von 1929 sei, die besagte: Nach jedem Engagement soll der Kriegsteilnehmer, der in Besitz des Feldes bleibt, Maßnahmen unternehmen, um Verwundete und Tote zu suchen und sie vor Raub und Misshandlung zu schützen.“
Diese Praktiken waren außerdem eine Verletzung der ungeschriebenen, üblichen Regeln der Landkriegsführung und konnten zur Todesstrafe führen. Eine Woche später wurde dieser Punkt vom U.S. Navy JAG bestätigt, der außerdem hinzufügte, dass „das grausame Verhalten von einigem US-Personal zu einer Vergeltung der Japaner führen könnte, die unter internationalem Recht verurteilt werden würde.“

#### Vergewaltigungen
Es gab Anschuldigungen, dass einige US-Soldaten während der Schlacht um Okinawa (1945) okinawanische Frauen vergewaltigt hätten.
Der okinawanische Historiker (und ehemalige Direktor der Okinawa Prefectural Historical Archives) Oshiro Masayasu schreibt auf Basis jahrelanger Forschung:

„Kurz nachdem die US-Marines landeten, fielen alle Frauen eines Dorfes auf der Motobu-Halbinsel in die Hände der amerikanischen Soldaten. Zum damaligen Zeitpunkt waren nur Frauen, Kinder und alte Menschen im Dorf, da alle jungen Männer für den Krieg mobilisiert worden waren. Kurz nach der Landung ‚mischten‘ die Marines das gesamte Dorf ‚auf‘, fanden aber keine Anzeichen von japanischen Streitkräften. Die Situation ausnutzend, begannen sie mitten am Tag eine ‚Jagd auf Frauen‘, und wer sich im Dorf oder in benachbarten Luftschutzbunkern versteckte, wurde eine nach der anderen herausgezogen.“

Trotzdem waren japanische Zivilisten „oft erstaunt über die vergleichsweise humane Behandlung, die sie vom amerikanischen Feind erhielten“. Laut Mark Selden und Laura Hein (in Islands of Discontent: Okinawan Responses to Japanese and American Power) „verfolgten [die Amerikaner] keine Methoden wie Folter, Vergewaltigung und Mord an Zivilisten, vor denen die japanischen Militärs gewarnt hatten“.
Nachdem die Japaner die Präfektur Kanagawa aufgegeben hatten, gab es während der ersten zehn Tage der Okkupation 1336 berichtete Vergewaltigungen.

## Instrumentalisierung durch Holocaustleugner
Der Fokus auf tatsächliche oder vermeintliche von Alliierten verübte Verbrechen während des Krieges ist auch Bestandteil in der Literatur von Holocaustleugnern, insbesondere in Ländern, in denen das Leugnen des Holocausts verboten ist. Laut der Historikerin Deborah Lipstadt steht das Konzept von „vergleichbaren alliierten Fehlern“ wie den Vertreibungen und den alliierten Kriegsverbrechen im Mittelpunkt und ist ein sich fortlaufend wiederholendes Thema zeitgenössischer Holocaustleugnung, ein Phänomen, das sie „immoralische Äquivalenzen“ nennt.